# Nikołaj Budarin
Nikołaj Michajłowicz Budarin (ros. Никола́й Миха́йлович Буда́рин, ur. 29 kwietnia 1953 w miejscowości Kiria w Czuwaskiej ASRR) – rosyjski kosmonauta, Bohater Federacji Rosyjskiej (1995).

## Życiorys
Do 1970 skończył 10 klas szkoły średniej, później pracował jako laborant, 1971-1973 służył w Armii Radzieckiej w Czechosłowacji, 1974-1976 pracował w fabryce w mieście Friazino, następnie w Zjednoczeniu „Energija” jako elektromonter, majster, inżynier i specjalista. W 1979 ukończył studia na Wydziale Wieczorowym Moskiewskiego Instytutu Lotniczego, a w 1981 na Uniwersytecie Marksizmu-Leninizmu w Kaliningradzie, od września 1989 do stycznia 1991 przygotowywał się w Centrum Wyszkolenia Kosmonautów im. J. Gagarina, w lutym 1991 został wyznaczony kosmonautą-badaczem 291 oddziału kosmonautów Zjednoczenia „Energija”, a od kwietnia 1991 do marca 1994 przygotowanie w składzie grupy kosmonautów programu stacji kosmicznej Mir. 
Podczas startu statku kosmicznego Sojuz TM-21 14 marca 1995 był dublerem inżyniera pokładowego. 
Od 27 czerwca do 11 września 1995 odbywał swój pierwszy lot kosmiczny jako inżynier stacji orbitalnej Mir wraz z Anatolijem Sołowjowem. 
Odbył trzy kosmiczne spacery. Spędził wówczas w kosmosie 75 dni, 11 godzin, 20 minut i 21  sekund. 
Od 29 stycznia do 25 sierpnia 1998 miał miejsce jego drugi lot kosmiczny, na statku Sojuz TM-27, na stację kosmiczną Mir, wraz z Tałgatem Musabajewem i Francuzem Léopoldem Eyhartsem; spędził wówczas w kosmosie 207 dni, 12 godzin, 51 minut i 2 sekundy. 
Od 24 listopada 2002 do 4 maja 2003 odbywał swój trzeci lot kosmiczny jako specjalista lotu, na pokładzie Międzynarodowej Stacji Kosmicznej; w kosmosie spędził 161 dni, 1 godzinę, 14 minut i 38 sekund.
Łącznie spędził w kosmosie 444 dni, 1 godzinę, 26 minut i 1 sekundę.

## Odznaczenia
- Bohater Federacji Rosyjskiej (5 października 1995)
- Order „Za zasługi dla Ojczyzny” II klasy (25 września 2004)
- Order Za zasługi dla Ojczyzny III klasy (25 grudnia 1998)
- Lotnik-Kosmonauta Federacji Rosyjskiej
- Medal za Lot Kosmiczny (NASA)
- Order Otan (Kazachstan)
- Universal Astronaut Insignia za lot orbitalny (nr 326) – Stowarzyszenie Uczestników Lotów Kosmicznych (Association of Space Explorers(inne języki))[1]